# Marie-France Lecuir
Marie-France Lecuir, née le 2 mai 1941 à Fécamp (Seine-Maritime), est une femme politique française.

## Biographie
Elle est certifiée de lettres modernes puis enseignante à Pontoise. Elle est ensuite conseillère générale de Pontoise, et membre du bureau national du PS. Aux élections législatives de juin 1981, il lui est demandé d’être candidate sur la seule circonscription considérée comme ingagnable du Val-d’Oise. Elle devint – de justesse – députée, le demeura jusqu’en 1993, et fut appelée en 1987 à succéder à Jean Driollet à la mairie de Domont (Val-d’Oise) jusqu’en 1995.

## Détail des fonctions et des mandats
Mandats locaux
- 1989-1995 : maire de Domont
- 1976-1982 : conseillère générale du canton de Pontoise
- 1983-1988 : conseillère municipale de Ermont (Val d'Oise)

Mandats parlementaires
- 21 juin 1981-1er avril 1986 : députée de la 4e circonscription du Val-d'Oise
- 16 mars 1986-14 mai 1988 : députée du Val-d'Oise
- 12 juin 1988-1er avril 1993 : députée de la 7e circonscription du Val-d'Oise